# Lotte (serial telewizyjny)
Lotte – niderlandzki serial komediowy emitowany w telewizji Tien od 17 lutego 2006 roku do 9 kwietnia 2007, wzorowany na kolumbijskiej telenoweli Yo soy Betty, la fea.